# Senecio hualtaranensis
Senecio hualtaranensis là một loài thực vật có hoa trong họ Cúc. Loài này được Petenatti, Ariza & Del Vitto miêu tả khoa học đầu tiên năm 1994.